# Reprezentacja Polski w kolarstwie szosowym mężczyzn
Reprezentacja Polski w kolarstwie szosowym mężczyzn – grupa sportowców wybrana przez Polski Związek Kolarski do reprezentowania Polski w rywalizacji międzynarodowej w kolarstwie szosowym.
Reprezentacja Polski w swojej historii zdobyła 6 medali igrzysk olimpijskich (4 srebrne i 2 brązowe) oraz 18 medali mistrzostw świata (7 złotych, 7 srebrnych i 3 brązowe).

## Skład
Zawodnicy objęci szkoleniem w ramach kadry narodowej w kolarstwie szosowym mężczyzn w kategorii wiekowej seniorów w 2022:

- Stanisław Aniołkowski
- Alan Banaszek
- Maciej Bodnar
- Piotr Brożyna
- Paweł Cieślik
- Paweł Franczak[a]
- Kamil Gradek
- Jakub Kaczmarek[b]
- Przemysław Kasperkiewicz[c]
- Szymon Krawczyk
- Michał Kwiatkowski
- Rafał Majka
- Kamil Małecki
- Łukasz Owsian
- Michał Paluta[d]
- Maciej Paterski
- Szymon Rekita
- Szymon Sajnok
- Patryk Stosz
- Łukasz Wiśniowski

## Osiągnięcia

### Igrzyska olimpijskie
Opracowano na podstawie:

1972
- srebrny medal: jazda drużynowa na czas (Lucjan Lis, Edward Barcik, Stanisław Szozda i Ryszard Szurkowski)

1976
- srebrny medal: jazda drużynowa na czas (Tadeusz Mytnik, Mieczysław Nowicki, Stanisław Szozda i Ryszard Szurkowski)
- brązowy medal: wyścig ze startu wspólnego (Mieczysław Nowicki)

1980
- srebrny medal: wyścig ze startu wspólnego (Czesław Lang)

1988
- srebrny medal: jazda drużynowa na czas (Joachim Halupczok, Zenon Jaskuła, Marek Leśniewski i Andrzej Sypytkowski)

2016
- brązowy medal: wyścig ze startu wspólnego (Rafał Majka)

### Mistrzostwa świata
Opracowano na podstawie:

1971
- brązowy medal: jazda drużynowa na czas (Edward Barcik, Lucjan Lis, Jan Smyrak i Stanisław Szozda)

1973
- złoty medal: wyścig ze startu wspólnego amatorów (Ryszard Szurkowski), jazda drużynowa na czas (Lucjan Lis, Tadeusz Mytnik, Stanisław Szozda i Ryszard Szurkowski)
- srebrny medal: wyścig ze startu wspólnego amatorów (Stanisław Szozda)

1974
- złoty medal: wyścig ze startu wspólnego amatorów (Janusz Kowalski)
- srebrny medal: wyścig ze startu wspólnego amatorów (Ryszard Szurkowski)

1975
- złoty medal: jazda drużynowa na czas (Tadeusz Mytnik, Mieczysław Nowicki, Stanisław Szozda i Ryszard Szurkowski)

1977
- brązowy medal: jazda drużynowa na czas (Czesław Lang, Tadeusz Mytnik, Mieczysław Nowicki i Stanisław Szozda)

1978
- srebrny medal: wyścig ze startu wspólnego amatorów (Krzysztof Sujka)

1979
- srebrny medal: wyścig ze startu wspólnego amatorów (Jan Jankiewicz), jazda drużynowa na czas (Jan Jankiewicz, Stefan Ciekański, Czesław Lang i Witold Plutecki)

1983
- brązowy medal: wyścig ze startu wspólnego amatorów (Andrzej Serediuk)

1985
- złoty medal: wyścig ze startu wspólnego amatorów (Lech Piasecki)

1989
- złoty medal: wyścig ze startu wspólnego amatorów (Joachim Halupczok)
- srebrny medal: jazda drużynowa na czas (Joachim Halupczok, Zenon Jaskuła, Marek Leśniewski i Andrzej Sypytkowski)

2000
- srebrny medal: wyścig ze startu wspólnego (Zbigniew Spruch)

2014
- złoty medal: wyścig ze startu wspólnego (Michał Kwiatkowski)